# Platz des 18. März

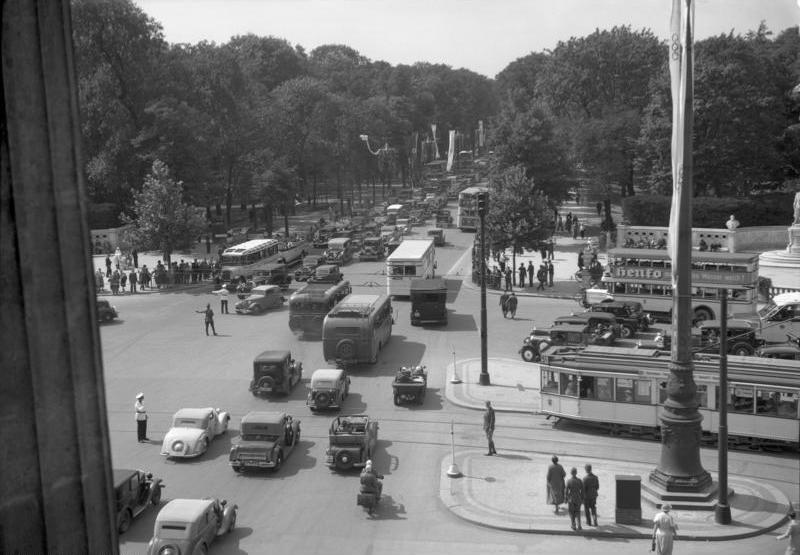
Blick vom Brandenburger Tor auf den Verkehr des Platzes bei den Olympischen Sommerspielen 1936

Der Platz des 18. März liegt am östlichen Ende der Straße des 17. Juni und des Großen Tiergartens auf der westlichen Seite vor dem Brandenburger Tor in der Dorotheenstadt im Berliner Ortsteil Mitte und somit an einer äußerst zentralen und symbolträchtigen Stelle. Historisch gesehen, befindet sich der in seinem inneren Bereich autofreie Platz an der Vorderfront des Tores am Toreingang nach Alt-Berlin. Er bildet das Pendant zum Pariser Platz östlich des Brandenburger Tores und wurde wie dieser nach der deutschen Wiedervereinigung mit einer aufwendigen Pflasterung, historischen Schupmann-Kandelabern und Informationstafeln ausgestattet. Er wird insbesondere von Besuchern der Stadt stark frequentiert sowie häufig für Kundgebungen und Veranstaltungen genutzt.

## Bedeutung
Der Name soll an die Ereignisse am 18. März sowohl des Jahres 1848 (Märzrevolution) als auch des Jahres 1990 (erste freie Volkskammerwahl in der DDR) erinnern. Der 18. März, an dem in Barrikadenkämpfen in Berlin hunderte Zivilisten ums Leben kamen, gilt als das bedeutendste Datum der Revolution von 1848, mit der freiheitliche und demokratische Traditionen in Deutschland begründet wurden. Am 18. März 1990 hatten sich die Bürger der DDR mit großer Mehrheit für die Wiedergewinnung der deutschen Einheit und gegen die Weiterexistenz der DDR entschieden. Beiden historischen Wendepunkten wird mit der Namensgebung des Platzes direkt am bekanntesten Bauwerk Deutschlands und zugleich an der wohl bekanntesten Stelle des Eisernen Vorhangs Reverenz erwiesen.
Während der Existenz der Berliner Mauer lag der Platz zwischen 1961 und 1990 im Sperrgebiet von Ost-Berlin und war von einem halbkreisförmigen Mauerabschnitt umgeben, der zur Panzersperre verstärkt eine Dicke von drei Metern aufwies und dessen Verlauf heute im Asphalt mit einer Doppelsteinreihe markiert ist.
Mit einer Aussichtsplattform für den Blick in den östlichen Teil der Stadt war der Platz zudem ein Konfrontationspunkt des Kalten Kriegs. Rechts und links der Straße des 17. Juni stehen seit den späten 1990er Jahren auf dem Platz zwei Tafeln der Geschichtsmeile Berliner Mauer, auf denen der Aufbau der Sperranlagen in diesem Bereich dargestellt wird, an die aus beiden Hälften der geteilten Stadt regelmäßig Staatsbesucher und Delegationen geführt wurden.

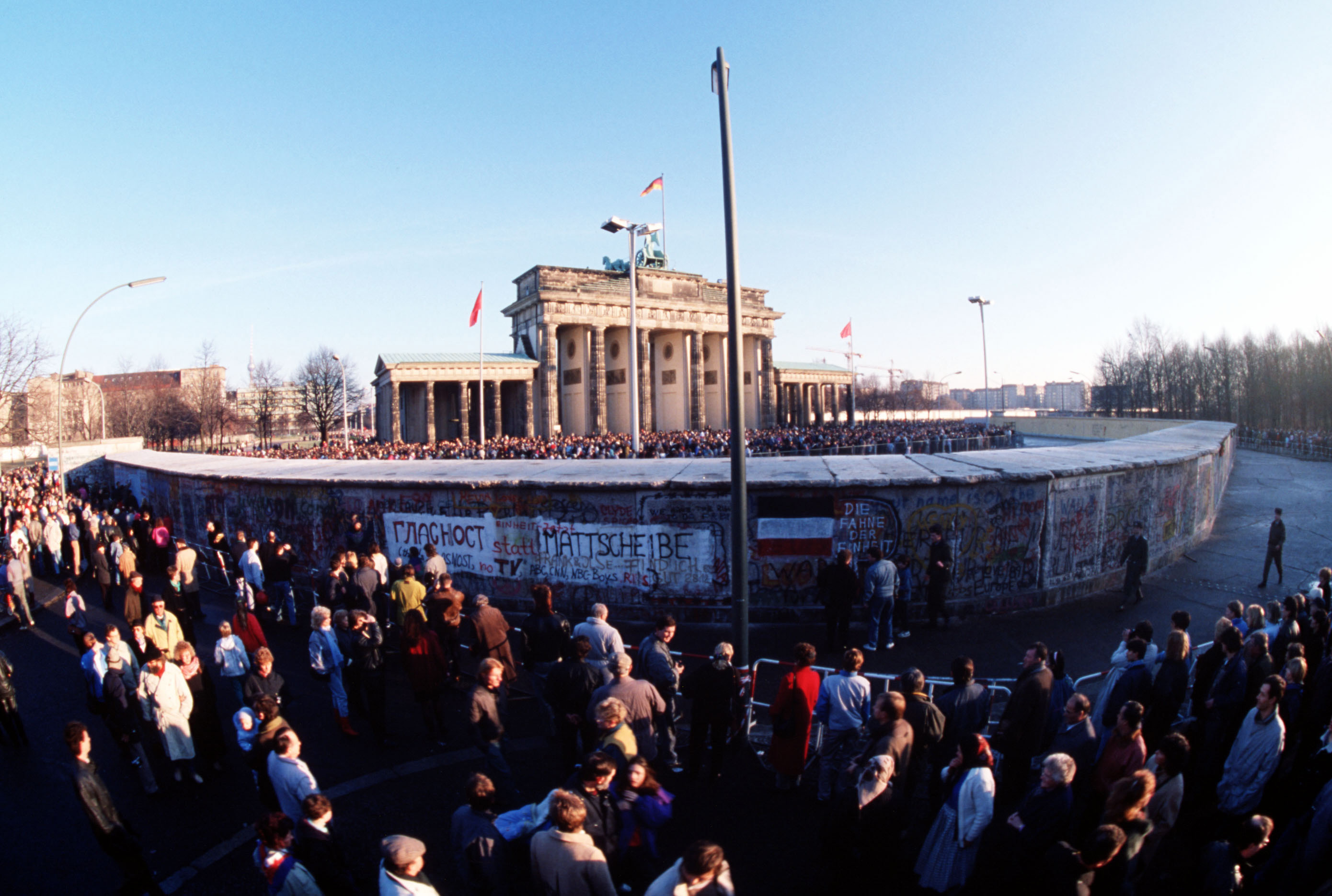
Bürger aus Ost- und West-Berlin warten auf die Öffnung der Mauer auf dem damaligen „Platz vor dem Brandenburger Tor“, Dezember 1989

Im Jahr 1987 besuchte US-Präsident Ronald Reagan Berlin und forderte unmittelbar vor der Mauer am Brandenburger Tor: „Mister Gorbachev, open this gate“. Nach der Bekanntgabe der Reisefreiheit und überraschenden Öffnung der Grenze am 9. November 1989 strömten die Menschen von West-Berlin auf das Brandenburger Tor zu und viele erklommen die Mauerkrone rund um den Platz. Diese Bilder gingen um die Welt. Am 22. Dezember 1989 öffnete sich auch hier die Mauer.

## Geschichte der Umbenennung

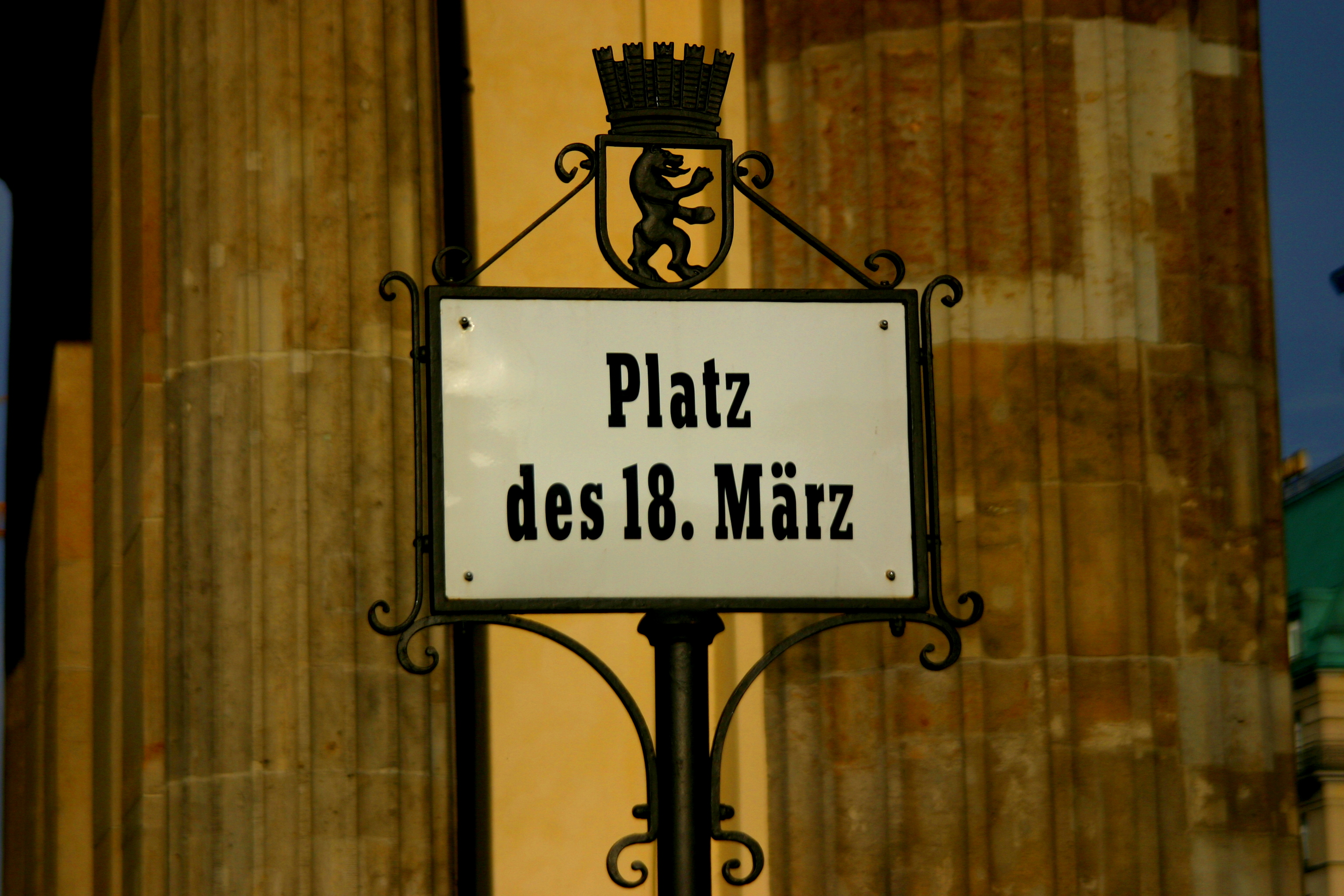
Platzschild

Die Bezirksverordnetenversammlung (BVV) des Bezirks Mitte und der Rat der Bürgermeister hatten 1997 bzw. 1999 beschlossen, den Platz vor dem Brandenburger Tor in Platz des 18. März 1848 umzubenennen. Unterstützt wurde dies von der bereits 1979 unter anderem von Volker Schröder (Alternative Liste) gegründeten Bürgerinitiative „Aktion 18. März“, die ursprünglich den 18. März zu einem gemeinsamen Feiertag in beiden deutschen Staaten machen wollte, sowie von Menschen unterschiedlicher politischer Herkunft, die jahrelang für die Umbenennung gestritten hatten, nicht aber vom Berliner Senat unter der Federführung von Bausenator Jürgen Klemann (CDU). Nach einer (vom damaligen Bundestagspräsidenten Wolfgang Thierse vorgeschlagenen) Modifikation in Platz des 18. März, die auch einen Bezug zur ersten freien Volkskammerwahl herstellte, konnte schließlich die Zustimmung aller Seiten erreicht werden. Die beiden Bürgermeister der damaligen Bezirke Mitte und Tiergarten enthüllten am 18. März 2000 zunächst inoffiziell das seit drei Jahren existierende Straßenschild mit der Aufschrift Platz des 18. März 1848. Amtlich wurde die Umbenennung des Platzes allerdings erst ab dem 15. Juni 2000 wirksam. Am 19. Juni 2000 fand dann die feierliche Enthüllung des nunmehr offiziellen Straßenschildes mit der Aufschrift Platz des 18. März durch die beiden Bürgermeister statt.

## Chronik der Namensgebungen

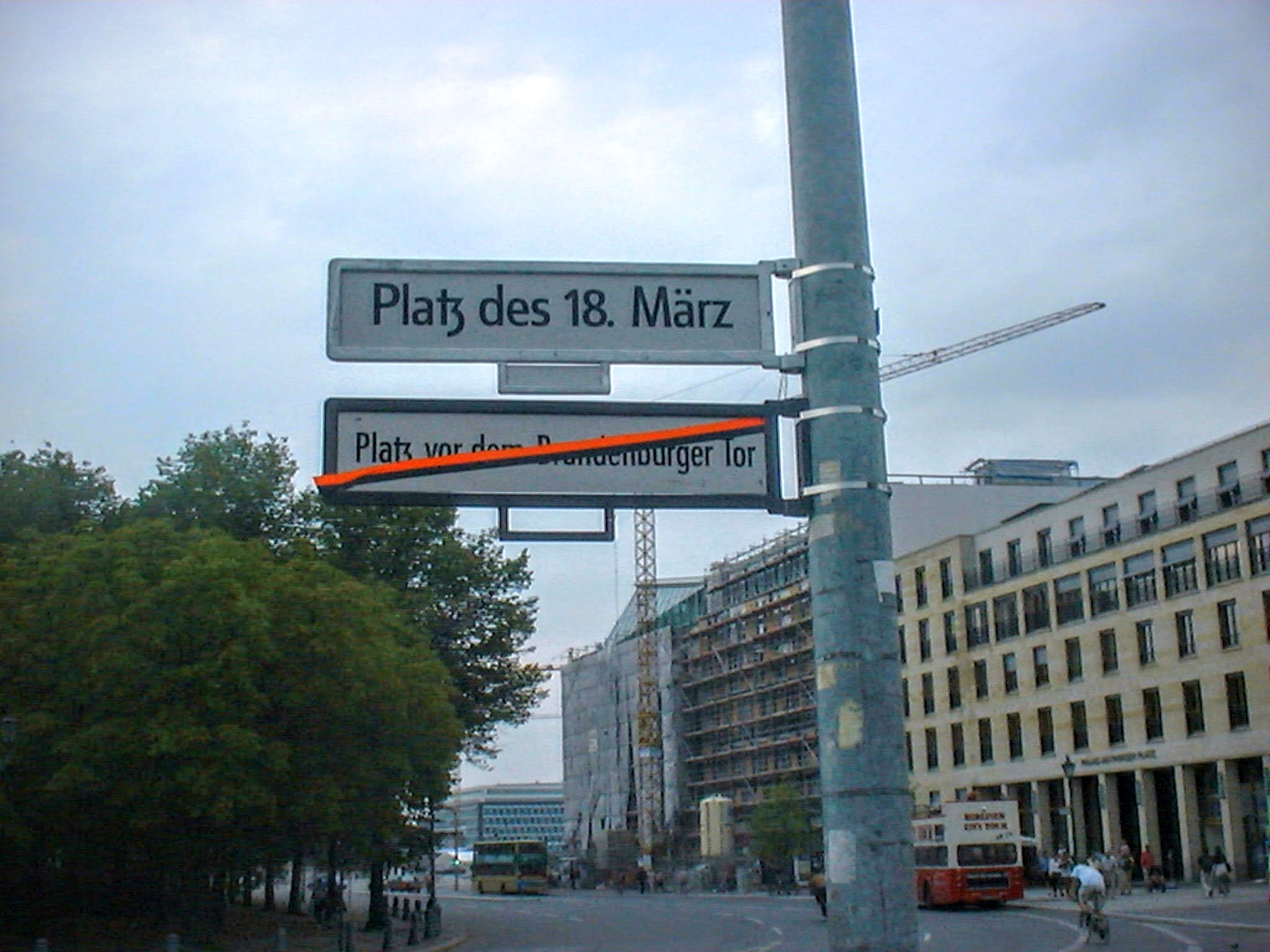
Alte und neue Straßenschilder

Platz des 18. März vor dem Brandenburger Tor

- Platz vor dem Brandenburger Tor vom 18. Jahrhundert an.
- Hindenburgplatz; die Umbenennung erfolgte unmittelbar nach dem Tod Paul von Hindenburgs.
- Platz vor dem Brandenburger Tor; am 30. November 1958 gab der Ost-Berliner Magistrat dem im Stadtbezirk Mitte gelegenen Teil des Hindenburgplatzes seinen historischen Namen zurück.[2]
- Platz des 18. März (seit 15. Juni 2000)